# Marc Mato, agente S. 077
Marc Mato, agente S. 077 (en italiano: S.077 spionaggio a Tangeri) es una coproducción  española e italiana dirigida por Gregg C. Tallas y protagonizada por  Luis Dávila y José Greci, de género espionaje.

## Reparto
- Luis Dávila: Marc Mato / Agente S 077
- José Greci: Lea
- Perla Cristal: Madeleine
- Ana Castor: Madame Stanier
- Alfonso Rojas: Prof. Grave
- Alberto Dalbés: Rigo Orel
- Joaquín Bergía: Frank
- Rufino Inglés
- Tomás Blanco
- Barta Barri
- Amparo Díaz